# Чумарлеб
Чумарлеб (кит. упр. 曲麻莱, пиньинь Qūmálái, палл. Цюймалай, тиб. ཆུ་དམར་ལེབ་, Вайли: chu dmar leb, тиб. пиньинь: Qumarlêb) — уезд в Юйшу-Тибетском автономном округе провинции Цинхай (КНР). Уезд назван в честь реки Чумар.

## История
В октябре 1953 года был создан уезд Чумарлеб, подчинённый напрямую правительству провинции Цинхай. В декабре 1954 года был создан Юйшу-Тибетский автономный округ, и уезд Чумарлеб вошёл в его состав.

## Население
98 % населения уезда — тибетцы.

## Административно-территориальное деление
Уезд Чумарлеб делится на 1 посёлок и 5 волостей:
- Посёлок Юэгай (约改镇) (также известен как волость Дунфын, 东风乡), население 8 тыс. — уездный центр
- Волость Цюймахэ (曲麻河乡), население 3 тыс.
- Волость Егэ (叶格乡), население 3 тыс.
- Волость Мадо (麻多乡), население 4 тыс.
- Волость Багань (巴干乡), население 3 тыс.
- Волость Цючжи (秋智乡), население 3 тыс.